# Stuyvesant
Stuyvesant – miasto w Stanach Zjednoczonych, w stanie Nowy Jork, w hrabstwie Columbia.